# Campeonato de España de Atletismo en pista cubierta de 1966
El II Campeonato de España de Atletismo en pista cubierta, se disputó el día 12 de febrero de 1966 en las instalaciones deportivas de Palacio de los Deportes, Madrid, España.

## Resultados

### Hombres
| Evento              | Oro                              | Plata                       | Bronce                        |
| ------------------- | -------------------------------- | --------------------------- | ----------------------------- |
| 50 m                | Juan Carlos Jones 5.8            | Jenaro Talens 5.8           | José Luis Sánchez Paraíso 5.8 |
| 600 m               | Álvaro González 1:22.7           | Manuel Carlos Gayoso 1:22.8 | Francisco Rodríguez 1:23.5    |
| 1000 m              | Alberto Esteban 2:30.5           | Jorge González Amo 2:33.8   | Manuel Gilarranz 2:37.7       |
| 2000 m              | Manuel Porta 5:37.2              | Alejandro Ruiz 5:42.6       | José Francisco Serrano 5:49.4 |
| 55 m vallas         | Rafael Cano 8.2                  | Manuel Ufer 8.2             | Félix Delgado 8.3             |
| Salto de altura     | Luis María Garriga 2,00          | Rafael Cano 1,85            | Juan Antonio Chacón 1,85      |
| Salto con pértiga   | Ignacio Sola 4,85                | Miguel Consegal 4,50        | Miguel Illarramendi 4,40      |
| Salto de longitud   | Luis Felipe Areta 7,45           | Jacinto Segura 7,30         | César Suárez de Centi 6,80    |
| Lanzamiento de peso | Alberto Díaz de la Gándara 16,90 | Alfonso Vidal-Quadras 15,44 |                               |

### Mujeres
| Evento              | Oro                           | Plata                       | Bronce                        |
| ------------------- | ----------------------------- | --------------------------- | ----------------------------- |
| 50 m                | Enma Albertos 6.6             | María Luisa García Pena 6.7 | Albina Gallo 6.8              |
| 500 m               | María Aránzazu Vega 1:23.9    | María Teresa Torres 1:24.5  | María Teresa Castañeda 1:24.9 |
| 50 m vallas         | Natividad Astray 8.0          | María Teresa Carrascosa 8.2 | María Teresa Montes 8.3       |
| Salto de Altura     | Mercedes Morales 1,48         | Teresa María Roca 1,45      | Katia Pont 1,35               |
| Salto de longitud   | Ana María Gibert 5,20         | Blanca Miret 5,08           | Rosa María García 4,93        |
| Lanzamiento de peso | María Luisa García Pena 11,90 | Concepción Laso 10,87       | Hortensia Bayarri 10,04       |

## Récords batidos
| Tipo              | Sexo    | Prueba              | Atleta                     | Marca                           |
| ----------------- | ------- | ------------------- | -------------------------- | ------------------------------- |
| Récords de España | Hombres | Salto con pértiga   | Ignacio Sola               | 4,85                            |
| Récords de España | Hombres | Salto de longitud   | Luis Felipe Areta          | 7,45                            |
| Récords de España | Hombres | Lanzamiento de peso | Alberto Díaz de la Gándara | 16,90                           |
| Récords de España | Mujeres | 50 m                | Enma Albertos              | 6"5 (iguala récord semifinales) |
| Récords de España | Mujeres | Salto de altura     | Mercedes Morales           | 1,48                            |
| Récords de España | Mujeres | Salto de longitud   | Ana María Gibert           | 5,20                            |
| Récords de España | Mujeres | Lanzamiento de peso | María Luisa García Pena    | 11,90                           |